# Pseudholaster
Pseudholaster is een geslacht van uitgestorven zee-egels uit de familie Pseudholasteridae.

## Soorten
- Pseudholaster androaviensis Lambert, 1933 †
- Pseudholaster benstedi (Forbes, 1852) † Aptien, Verenigd Koninkrijk.
- Pseudholaster bicarinatus (Agassiz, 1847) † Albien, Cenomanien van Frankrijk en het Verenigd Koninkrijk.
- Pseudholaster blackdownensis Smith & Wright, 2003 † Albien, Verenigd Koninkrijk.
- Pseudholaster boulei (Lambert, 1896) † Campanien, Madagaskar.
- Pseudholaster cantianus (Casey, 1960) † Albien, Verenigd Koninkrijk.
- Pseudholaster caseyi Smith & Wright, 2003 † Aptien, Verenigd Koninkrijk.
- Pseudholaster cenomanensis (d'Orbigny, 1855) † Cenomanien, West-Europa.
- Pseudholaster declivus (Lambert, 1881) † Albien, Verenigd Koninkrijk.
- Pseudholaster depressus Smith & Wright, 2003 † Boven-Albien, Verenigd Koninkrijk.
- Pseudholaster faxensis (Hennig, 1898) † Paleoceen, Denemarken.
- Pseudholaster latissimus (Agassiz, in Agassiz & Desor, 1847) † Albien, West-Europa.
- Pseudholaster prestensis Desor, in Jaccard, 1869 † Aptien, Europa.
- Pseudholaster sequanicus (Bucaille, 1883) † Albien-Cenomanien, West-Europa.
- Pseudholaster suborbicularis (Brongniart, 1822) † Albien-Cenomanien, West-Europa.
- Pseudholaster tenuiporus (Cotteau, 1860) † Santonien, Frankrijk.[1]